# Silsila

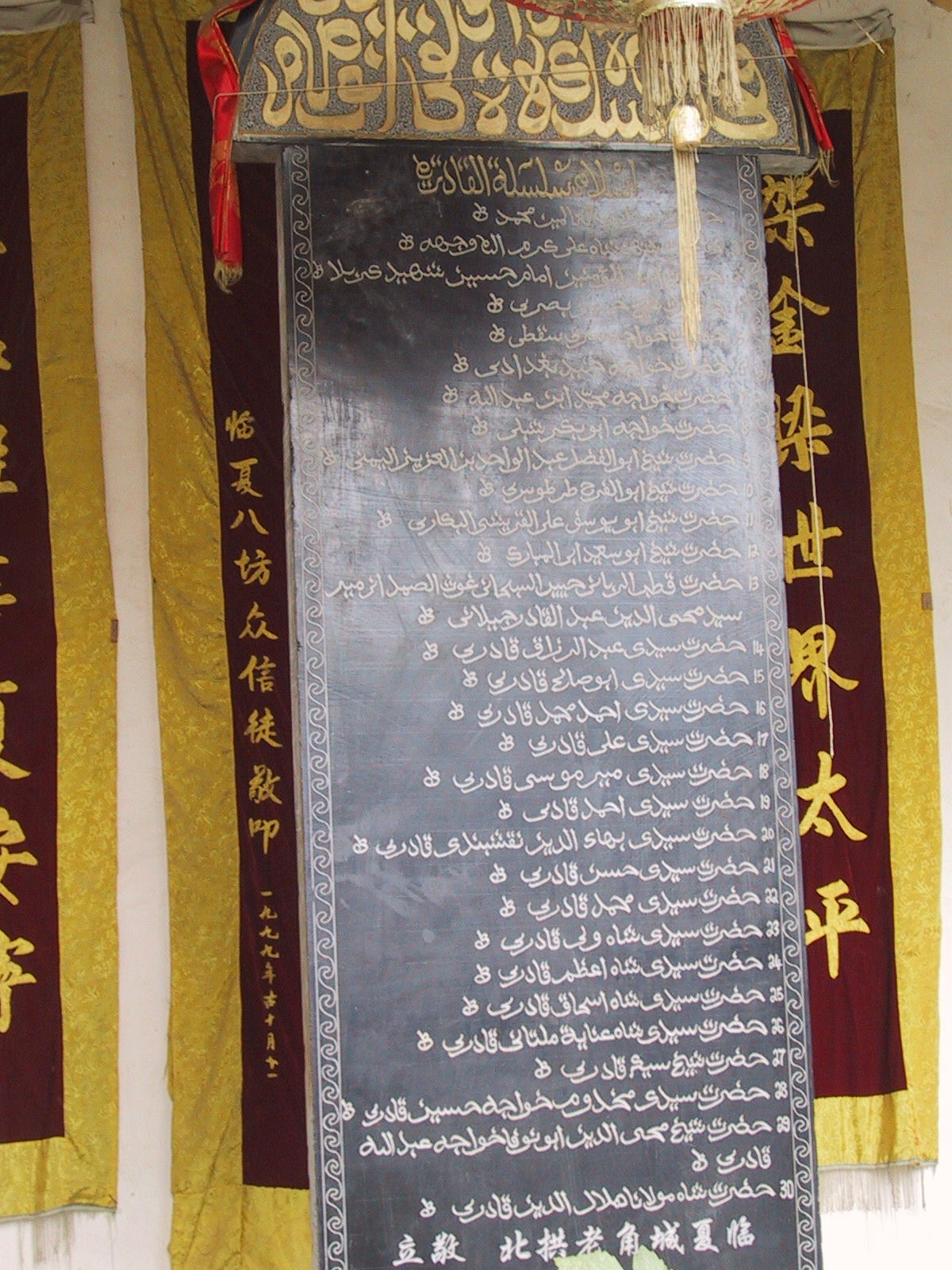
Une tablette silsilah à Yu Baba Gongbei dans la ville de Linxia

Une silsila, (en arabe : سِلْسِلَةٌ) dans le soufisme, est une chaîne initiatique de transmission spirituelle qui remonte jusqu'au prophète de l'islam.
La plupart des silsila ont des « maillons forts », des maîtres prestigieux qui ont souvent revivifié le secret spirituel (sirr) afin que la silsila reste vivace et actuelle.

## Exemple
La Tariqa Qadiriyya Boutchichiya compte dans sa silsila d'illustres maîtres, tels Abd al Qadir al-Jilani et Sidi Boumedienne Mounawar. Elle correspond à la chaîne reliant les maîtres spirituels à Mahomet. Ce lien n’est pas physique mais spirituel.
Le lien spirituel est plus proche, plus fort que le lien de sang, parce que l’âme constitue la réalité de l’individu. L’homme existe parce qu’il possède une âme. Par ailleurs, le guide spirituel est un guide permanent, justement parce que les âmes sont liées, indépendamment du temps et de l’espace. C’est pourquoi l’action de s'attacher à un guide spirituel est primordial, et le servir passe avant toute chose. De toute la création, et encore plus que le Cherif (descendant par le sang)[pas clair], le membre de la silsila est le plus proche de Mahomet.